# Ignaz Mayer
Ignaz Mayer (19. června nebo 19. října 1810 Budín – 31. srpna 1876 Linec) byl rakouský podnikatel v lodním průmyslu a politik z Horních Rakous, v 2. polovině 19. století poslanec Říšské rady.

## Biografie
Narodil se v uherském Budíně. V mládí získal vzdělání a roku 1826 nastoupil do firmy svého strýce Lüfteneggera, který provozoval lodní dopravu. V roce 1834 koupil loďařství v Linci a působil jako její majitel ještě v 60. letech 19. století. Po smrti strýce roku 1836 vedl spolu s vdovou po něm tuto firmu. Později se osamostatnil. V roce 1838 založil loděnici, kde pak byly vyrobeny první železné lodě pro dunajskou říční plavbu, což byla jeho technologická myšlenka, kterou uvedl do praxe i díky studijnímu pobytu v Londýně. První loď, nazvaná Die Stadt Linz, byla spuštěna na vodu v listopadu 1840. Později se jeho podnik podílel na rozmachu paroplavby. Zde postavená plavidla byla vyvážena do Turecka, Ruska a na Balkán. Ve své firmě zaváděl moderní podmínky sociální péče o dělníky.
V roce 1848 se zapojil do politiky, když se stal členem obecní rady v Linci a náčelníkem linecké Národní gardy. Kromě toho se stal roku 1854 členem obchodní a živnostenské komory v Linci (od roku 1867 jejím viceprezidentem, od roku 1869 prezidentem komory). Inicioval výstavbu železného mostu přes Dunaj v Linci a železniční trati Linec–Gausbach.
V únoru 1867 byl zvolen na Hornorakouský zemský sněm za město Linec. Sněm ho pak 23. února 1867 zvolil i do Říšské rady (tehdy ještě volené nepřímo), za kurii měst a průmyslových míst, obvod Linec. Znovu ho zemský sněm do Říšské rady delegoval roku 1870.
Po roce 1871 se stáhl z politického života, když čelil značné kritice. Po smrti svého syna roku 1874 svůj podnik prodal.